# V886 Centauri
A V886 Centauri (BPM 37093) egy DAV, vagy ZZ Ceti típusú fehér törpe változócsillag. A Földtől körülbelül 53 fényév (kb. 16 pc) távolságra található a Kentaur csillagképben.

## Tulajdonságai
Atmoszférája hidrogénből áll; tömege a Napénak 1,1-szerese. Más fehér törpékhez hasonlóan  feltehető, hogy a V886 Centauri elsősorban szénből és oxigénből áll; amely a hélium atommagok termonukleáris fúziójából keletkezik a három alfa-ciklus során. A csillag pulzál, emiatt luminozitása változik.

Térközepes köbös rács

Az 1960-as években előrejelezték, hogy egy fehér törpe lehűlése során az anyagának a csillag középpontja körül ki kell kristályosodnia. Ha egy csillag pulzál, akkor a pulzálásának megfigyelése információt szolgáltat a szerkezetéről. A V886 Centauri-ról először 1992-ben figyelték meg, hogy pulzáló változócsillag; majd 1995-ben rámutattak arra, hogy emiatt a kristályosodási elmélet próbájának alanya lehet. 2004-ben Antonio Kanaan és a Whole Earth Telescope kutatócsoportja asztroszeizmológiai megfigyelések alapján úgy becsülte, hogy a V886 Centauri tömegének 90%-a kristályos. Más munkák a kristályos rész tömegszázalékát 32% és 82% közé teszik. Ezen becslések mindegyike szerint a kristályos anyag össztömege meghaladja az 5·1029 kilogrammot.
Egy ilyen típusú fehér törpe anyaga térközepes köbös rácsban kristályosodik, ahol a rácspontokban szén és/vagy oxigénatomok helyezkednek el, melyeket elektronok (Fermi tenger) vesznek körül.

## A kultúrában
- Mivel a tiszta kristályos szén valójában nem más, mint gyémánt; ezért a V886 Centauri csillagot a Lucy in the Sky with Diamonds című Beatles sláger után Lucy-nak becézik.[4]
- A csillagot megemlítik a Modern Marvels dokumentumsorozat Carbon című részében, és 10 millió trillió trillió karátosnak mondják.[13]

## Külső hivatkozások
- BPM 37093 (Gyémánt Csillag)
- Largest diamond in galaxy predicts future of solar system, Pravda.ru, 2007 december 26.

## Fordítás
- Ez a szócikk részben vagy egészben  a   V886 Centauri című angol Wikipédia-szócikk fordításán alapul.  Az eredeti cikk szerkesztőit annak laptörténete sorolja fel. Ez a jelzés csupán a megfogalmazás eredetét és a szerzői jogokat jelzi, nem szolgál a cikkben szereplő információk forrásmegjelöléseként.